# 1B busz (Miskolc)
A miskolci 1B buszjárat a város legforgalmasabb, kelet-nyugati tengelyét látta el a Tiszai pályaudvartól Berekaljáig. Az 1-es busz egy elválójárata volt, ugyanis Felső-Majláth után Berekalja városrész irányába közlekedett tovább.

## Története
A járat már korábban is létezett 1992 és 2006 között 1A jelzéssel. Az 1A busz 2007-től előbb lerövidült, majd 2015-ben meg is szűnt, szerepét a 69-es busz vette át.
2020 áprilisában hivatalosan a koronavírus miatti veszélyhelyzetre tekintettel megváltozott utazási szokások miatt a 69-es busz megszűnt, helyette bizonyos 1-es buszok jártak Berekaljáig. Ezen a nyári menetrendváltáskor sem változtattak, 2020. szeptember 1-jétől pedig a félreérthetőség elkerülése végett ezek a járatok 1B jelzést kaptak.
2021. április 17-től a járat szabadnapokon és munkaszüneti napokon nem közlekedik, helyette az 1-es busz érinti Berekalját a Majális-park és a Tiszai pályaudvar irányába is.
Az 1B-s viszonylat 2023. október 14-től megszűnt, de néhány 1-es busz továbbra is érinti Berekalját. A továbbiakban Berekalját a 21-es és a 101B-s járatok fogják kiszolgálni.

## Útvonala
Tiszai pályaudvar – Baross G. utca – Bajcsy-Zsilinszky út – Soltész Nagy Kálmán u. – Zsolcai kapu – Szeles utca – Jókai Mór utca – Vologda utca – Északi tehermentesítő – Győri kapu – Andrássy út – Kiss tábornok út – Árpád utca – Hegyalja út – Kökény utca – Endrődi Sándor utca – Karinthy utca – Havas utca – Fényesvölgyi út – Eper utca – Berekalja vá.

## Megállóhelyei
| 1B (Tiszai pályaudvar - Berekalja) |                                    |                                     |
| Menetidő (perc) Berekalja irányába | Megállóhelyek                      | Menetidő (perc) Tiszai pu. irányába |
| 0                                  | Tiszai pályaudvar                  | 35                                  |
| 2                                  | Selyemrét                          | 33                                  |
| 3                                  | Bajcsy-Zsilinszky út               | 31                                  |
| 6                                  | Búza tér/Zsolcai kapu              | 29                                  |
| 7                                  | Szeles utca                        | 28                                  |
| 9                                  | Petőfi tér                         | 27                                  |
| 10                                 | Dózsa György út                    | 26                                  |
| 12                                 | Vologda városrész                  | 25                                  |
| 13                                 | Szent Anna tér                     | 23                                  |
| 15                                 | Aba utca                           | 21                                  |
| 17                                 | Zoltán utca                        | 20                                  |
| 18                                 | Örs utca                           | 18                                  |
| 19                                 | Avar utca                          | 17                                  |
| 20                                 | Újgyőri főtér (korábban: Marx tér) | 16                                  |
| 21                                 | Újgyőri piac                       | 15                                  |
| 23                                 | Bulgárföld                         | 12                                  |
| 25                                 | Diósgyőri Gimnázium                | 11                                  |
| 26                                 | LÁEV kisvasút                      | 10                                  |
| 27                                 | Táncsics tér                       | 8                                   |
| 29                                 | Diósgyőr városközpont              | 6                                   |
| 30                                 | Alsó-Majláth                       | 5                                   |
| 32                                 | Felső-Majláth                      | ∫                                   |
| 34                                 | Móra Ferenc utca                   | 3                                   |
| 35                                 | Endrődi Sándor utca                | ∫                                   |
| 36                                 | Karinthy utca                      | ∫                                   |
| ∫                                  | Erdő utca                          | 2                                   |
| ∫                                  | Eper utca                          | 1                                   |
| 37                                 | Berekalja vá.                      | 0                                   |